# Smithornis
Smithornis es un género de aves paseriformes perteneciente a la familia Eurylaimidae. Agrupa las especies africanas.

## Especies
Contiene las siguientes especies:
- Eurilaimo africano —  Smithornis capensis (A. Smith, 1839)
- Eurilaimo cabecigrís — Smithornis sharpei  Alexander 1903
- Eurilaimo flanquirrojo — Smithornis rufolateralis G.R. Gray, 1864